# Cantonul Ligny-en-Barrois
Cantonul Ligny-en-Barrois este un canton din arondismentul Bar-le-Duc, departamentul Meuse, regiunea Lorena, Franța.

## Comune
- Abainville
- Amanty
- Badonvilliers-Gérauvilliers
- Baudignécourt
- Biencourt-sur-Orge
- Bonnet
- Le Bouchon-sur-Saulx
- Brauvilliers
- Bure
- Chanteraine
- Chassey-Beaupré
- Couvertpuis
- Dainville-Bertheléville
- Dammarie-sur-Saulx
- Delouze-Rosières
- Demange-aux-Eaux
- Fouchères-aux-Bois
- Givrauval
- Gondrecourt-le-Château
- Hévilliers
- Horville-en-Ornois
- Houdelaincourt
- Ligny-en-Barrois
- Longeaux
- Mandres-en-Barrois
- Mauvages
- Menaucourt
- Ménil-sur-Saulx
- Montiers-sur-Saulx
- Morley
- Naix-aux-Forges
- Nantois
- Ribeaucourt
- Les Roises
- Saint-Amand-sur-Ornain
- Saint-Joire
- Tréveray
- Vaudeville-le-Haut
- Villers-le-Sec
- Vouthon-Bas
- Vouthon-Haut